# Околок (Алёховщинское сельское поселение)
Околок — деревня в Алёховщинском сельском поселении Лодейнопольского района Ленинградской области.

## История
В конце XIX — начале XX века деревня административно относилась к Красноборской волости 2-го стана 2-го земского участка Тихвинского уезда Новгородской губернии.

ОКОЛОК — деревня Окольского сельского общества, число дворов — 18, число домов — 18, число жителей: 60 м. п., 50 ж. п.; 

Занятие жителей — земледелие. Озеро Околок . (1910 год)

С 1917 по 1918 год деревня входила в состав Красноборской волости Тихвинского уезда Новгородской губернии.
С 1918 года в составе Череповецкой губернии.
С августа 1927 года в составе Тервеничского сельсовета Оятского района. В 1927 году население деревни составляло 117 человек.
Согласно карте Ленинградской области Северо-западного аэрогеодезического треста ГГУ издания 1932 года деревня насчитывала 12 крестьянских дворов.
По данным 1933 года деревня Околок входила в состав Тервинского (Тервеничского) сельсовета Оятского района.
- Деревня Околок на карте РККА 1940 года

С 1955 года в составе Лодейнопольского района.
В 1958 году население деревни составляло 53 человека.
По данным 1966, 1973 и 1990 годов деревня Околок также входила в состав Тервенического сельсовета.
В 1997 году в деревне Околок Тервенической волости проживали 4 человека, в 2002 году — 5 человек (все русские).
В 2007 году в деревне Околок Алёховщинского СП проживали 2 человека, в 2010 году — 1 человек, в 2014 году в деревне постоянного населения не было.

## География
Деревня расположена в юго-восточной части района на автодороге 41К-019 (Явшиницы — Хмелезеро).
Расстояние до административного центра поселения — 22 км.
Расстояние до ближайшей железнодорожной станции Лодейное Поле — 64 км.
К западу от деревни протекает река Шадьма, в центре деревни находится безымянное озеро.

## Демография
| 1910 | 1927 | 1958 | 1997 | 2007 | 2010 | 2014 |
| ---- | ---- | ---- | ---- | ---- | ---- | ---- |
| 110  | ↗117 | ↘53  | ↘4   | ↘2   | ↘1   | ↘0   |
| 2015 | 2016 | 2017 |      |      |      |      |
| →0   | →0   | →0   |      |      |      |      |

### Национальный состав
Согласно данным Всероссийской переписи населения 2021 года в деревне проживали 2 человека, все русские.

## Инфраструктура
На 1 января 2014 года в деревне было зарегистрировано: частных жилых домов — 14
На 1 января 2015 года в деревне не было постоянного населения.